# Johann Spielmann
Johann Spielmann (* 25. Juli 1820 in Gabel, Böhmen; † 21. Oktober 1882 in Karlsbad)  war ein böhmischer Psychiater.

## Leben
Spielmanns Vater war Pächter einer Brauerei. Er besucht das Gymnasium in Böhmisch Leipa, Jungbunzlau und Prag und studierte ab 1841 Philosophie und Medizin an der Karls-Universität Prag mit der Promotion zum Dr. med. 1846 und zum Dr. chi. 1847. Er war danach in der Abteilung Innere Medizin an der Universitätsklinik unter Johann Oppolzer. Er interessierte sich aber schon ab 1847 für Psychiatrie und war ab 1852 Oberarzt (erster Sekundärarzt) an der Irrenanstalt in Prag, wo er systematisch Behandlungsverläufe seiner Patienten notierte und sammelte. Bereits 1853 verließ er die Irrenanstalt, möglicherweise wegen seiner Beteiligung an der 1848er Revolution, aber auch aufgrund von Meinungsverschiedenheiten mit dem neuen Direktor. Ab 1855 war er praktischer Arzt in Tetschen, ab 1864 zusätzlich Gemeinde- und Bezirksarzt. Auch in seiner privaten Praxis wirkte er auch als Psychiater. 1864 wurde er Mitglied einer Kommission zur Reform der Irrenanstalten in Böhmen, wobei er dafür eintrat, sie so lange wie möglich in ihren Familien zu belassen und war damit auch ein Vorkämpfer der humanen Behandlung von psychiatrischen Patienten.
1871 wurde er Mitglied des Bezirksschulrats und unterstützte auch aus eigener Tasche kleine Landschulen mit Lehrmitteln.
Er verfasste eine Monographie über Diagnose von Geisteskrankheiten, die sich an  nicht auf Psychiatrie spezialisierte Ärzte und Richter wandte. Sie wurde ins Englische, Dänische und Russische übersetzt und war in Russland ein Lehrbuch.

## Schriften
- Diagnostik der Geisteskrankheiten. Für Ärzte und Richter, Wien: Braumüller, 1855